# Alfredo Ascoli
Alfredo Ascoli (Livorno, 18 agosto 1863 – Livorno, 2 settembre 1942) è stato un giurista italiano.

## Biografia

Istituzioni di diritto civile, 1922

Studiò giurisprudenza presso l'Università degli studi di Pisa, dove si lauerò nel 1884, avendo come insegnante Filippo Serafini. Ottenne prima una borsa di perfezionamento a Berlino, e poi si recò a Roma per completare gli studi di diritto romano con Vittorio Scialoja. A partire dal 1890, è stato professore di diritto romano e di diritto civile nelle università di Messina, Pavia, di Roma e alla Bocconi di Milano.
Autore di numerosi libri di diritto romano e di diritto civile, esperto oltreché di diritto italiano anche di diritto francese, nel 1909 fu uno dei fondatori ed il direttore per trent'anni della Rivista di diritto civile.

## Opere
- Istituzioni di diritto civile, Napoli, Società Anonima Editrice Francesco Perrella, 1922.